# احمد بن شمس‌الدین محمد تبریزی
میرزا احمد بن شمس‌الدین محمد تبریزی یکی از نسخ‌نویسان در زمان شاه سلطان حسین صفوی از خوشنویسان ایرانی در قرن دوازدهم است. وی در سال ۱۱۵۵ از دنیا رفت.